# 2月14日
2月14日是阳历（平年）一年中的第45天，离全年的结束还有320天（闰年则还有321天）。

## 大事记

### 19世紀以前
- 1556年：在胡馬雍墜樓逝世後，年僅13歲的阿克巴成為蒙兀兒帝國第三位皇帝。
- 1779年：在第三次太平洋探险期间，英国探险家詹姆士·库克遭到夏威夷岛岛民杀害。

### 19世紀
- 1859年：奧勒冈州加入美國，成為第33個州。
- 1876年：发明家亚历山大·贝尔和以利沙·格雷分别申请电话专利，因而引发争议。
- 1879年：智利军队入侵玻利维亚北部海港安托法加斯塔，与玻利维亚和秘鲁两国爆发硝石战争。

### 20世紀
- 1901年：按照辛丑条约的要求，清朝政府下令惩办反对外国势力的王公大臣。
- 1912年：孙中山到临时参议院辞去了临时大总统一职。
- 1912年：亚利桑那州加入美国，成為第48個州，至此美國本土除了首都華府通通建州。
- 1918年：苏俄开始使用格利高里曆。
- 1919年：苏俄和波兰第二共和国在白俄罗斯别廖扎附近爆发武装冲突，别廖扎战役打响，后来更扩大为波苏战争。
- 1924年：計算-製表-記錄公司（英语：Computing-Tabulating-Recording Company）更名為國際商業機器公司，後來發展成為全球市值最大的公司之一。
- 1945年：智利、厄瓜多尔、巴拉圭和秘鲁加入联合国。
- 1946年：世界第一台通用电子计算机埃尼阿克在美国费城正式向外界公布。[1]
- 1949年：以色列议会在耶路撒冷的犹太事务局召开首次会议，并取代巴勒斯坦托管地代表大会。
- 1949年：中華民國代總統李宗仁派遣“和平使者团”赴北平与中国共产党和谈。
- 1950年：中苏友好同盟互助条约在莫斯科签订。
- 1952年：第六届冬季奥运会在挪威奥斯陆开幕。
- 1956年：苏联共产党第20届代表大会召开，赫鲁雪夫作了反史達林的秘密报告。
- 1958年：中华人民共和国决定从朝鲜撤军。
- 1958年：伊拉克、约旦宣布成立阿拉伯联邦。
- 1961年：第一个合成制造的化学元素：铹。
- 1975年：香港警務處前外籍警司韓德由西班牙返回香港為葛柏案作證。
- 1980年：第十三届冬季奥运会在美国普莱西德湖开幕。
- 1989年：伊朗最高领袖鲁霍拉·霍梅尼对《魔鬼诗篇》作者萨尔曼·鲁西迪颁布追杀令。
- 1989年：美国全球定位系统第一颗工作卫星发射升空，进入地球轨道。
- 1990年：美國太空探測器航海家1號拍攝《太陽系全家福》，並有著名地球照片《暗淡藍點》。
- 1991年：日本足協宣佈日本足球職業化，並擬於1992-93年間開始賽事（最後於1993年開賽）。
- 1992年：阿根廷航空386號班機由布宜諾斯艾利斯經利馬飛往洛杉磯，在利馬補充餐食時有被霍亂弧菌污染的蝦進入飛機餐，致使76名乘客發病，其中1人死亡。
- 1998年：一辆电车在武汉长江大桥上发生爆炸，致16人死亡，22人（一说30人）受伤

### 21世紀
- 2003年：中国国民党主席连战与亲民党主席宋楚瑜会面，双方同意2004年总统大选两党共推一组人马。
- 2004年：台湾首次大选电视辩论会下午登场。国民党主席连战与总统陈水扁展开辩论。
- 2005年：中国辽宁阜新市孙家湾煤矿发生瓦斯爆炸事故，214名矿工死亡。
- 2005年：前黎巴嫩总理拉菲克·哈里里在贝鲁特遭到袭击身亡，其后导致雪杉革命爆发。
- 2005年：陈士骏等3名前PayPal员工共同创办影片分享网站YouTube，之后上传第一支影片《我在动物园》。
- 2011年：受突尼西亞茉莉花革命的影響，巴林爆發反政府示威活动。
- 2011年：巴西传奇球星“外星人”罗纳度宣布结束职业生涯。
- 2015年：台灣自從2008年改採單一選區兩票制後，首次區域立委罷免案登場。中國國民黨籍的臺北市第四選舉區立委蔡正元遭割闌尾計畫發起罷免，並進入最終投票階段。最後由於投票率只有24.98%，不符合當時投票率以及有效同意票皆過半的雙二一門檻，因此宣告失敗。
- 2020年：香港港鐵屯馬綫一期通車，並由啟德開往烏溪沙。
- 2024年：在1959年因古巴革命斷交後，大韓民國與古巴復交。
- 2024年：一艘中華人民共和國籍捕魚快艇在金門海域遭遇中華民國海洋委員會海巡署查稽時拒檢逃離而翻覆，造成至少2人死亡。

## 出生
- 1404年：萊昂·巴蒂斯塔·阿伯提，義大利文藝復興時期建築師、建築理論家、作家、詩人、哲學家、密碼學家（1472年逝世）
- 1483年：巴卑爾，印度莫臥兒帝國開朝君主（1530年逝世）
- 1763年：讓·維克托·馬里·莫羅，法國陸軍元帥（1813年逝世）
- 1824年：溫菲爾德·斯科特·漢考克，美國陸軍軍官（1886年逝世）
- 1838年：岡田以藏，日本土佐藩鄉士，幕末四大人斬之一（1865年逝世）
- 1839年：赫爾曼·漢克爾，德國數學家（1873年逝世）
- 1869年：查爾斯·湯姆森·里斯·威爾遜，英國物理學家，1927年諾貝爾物理獎得主（1959年逝世）
- 1870年：沈心工，中國音樂家，被譽為「學堂樂歌之父」（1947年逝世）
- 1873年：A·W·白克，英國遠東商人，祥茂洋行合夥人（1952年逝世）
- 1877年：愛德蒙·蘭道，德國數學家（1938年逝世）
- 1878年：廣田弘毅，日本外交官、政治家（1948年逝世）
- 1894年：傑克·本尼，美國男演員（1974年逝世）
- 1895年：威廉·布格多夫，德国将领（1945年逝世）
- 1895年：麥克斯·霍克海默，德国哲学家、社会学家（1973年逝世）
- 1898年：弗裡茨·茲威基，瑞士天文學家（1974年逝世）
- 1912年：聶耳，中國作曲家（1935年逝世）
- 1912年：胡安·普約爾·加西亞，西班牙間諜（1988年逝世）
- 1913年：吉米·霍法，美國工會領袖（1975年失蹤）
- 1917年：赫伯特·豪普特曼，美國數學家、化學家，1985年諾貝爾化學獎得主（2011年逝世）
- 1927年：木心，中国诗人，画家（2011年逝世）
- 1928年：黃秉乾，香港事務律師（2007年逝世）
- 1929年：維克·莫羅，美國男演員、導演（1982年逝世）
- 1933年：瑪杜芭拉，印度女演員（1969年逝世）
- 1935年：金耀基，香港社會學家，前任香港中文大學校長
- 1935年：衞奕信，英國外交官，第27任香港總督
- 1936年：趙鏞基，韓國基督教新教牧師（2021年逝世）
- 1939年：尤金·法馬，美國經濟學家，2013年諾貝爾經濟學獎得主
- 1941年：毛遠新，中國文革時期政治人物，毛澤東的姪兒
- 1942年：麥克·彭博，美國企業家、政治家
- 1942年：理查德·威廉姆斯，美國网球教练，网球名将维纳斯和塞雷娜·威廉姆斯的父亲
- 1943年：伊納濟·艾斯古納，西班牙政治人物（2014年逝世）
- 1944年：亞倫·帕克，英國電影導演、電影監製、作家、演員（2020年逝世）
- 1946年：霍震霆，香港政界人物，企業家
- 1948年：木原敏江，日本漫畫家，24年組之一
- 1948年：雷蒙德·約瑟夫·泰勒，美國魔術師、作家、演員、畫家、電影導演
- 1952年：蘇詩馬·斯瓦拉吉，印度政治人物，前任印度外交部长（2019年逝世）
- 1953年：謝爾蓋·米羅諾夫，俄羅斯政治人物
- 1954年：荒木田裕子，日本女子排球運動員（2024年逝世）
- 1954年：田中公平，日本作曲家
- 1954年：理查·史考特，蘇格蘭貴族，第十代巴克盧公爵及第十二代昆斯伯里公爵
- 1957年：尚-呂克·拉高斯，法國男演員、戲劇導演、劇作家（1995年逝世）
- 1960年：鄭文雅，香港女藝人
- 1962年：馬景濤，台灣男藝人
- 1962年：寇克·柴契爾，美國編劇、製片人、導演、藝術指導
- 1964年：許盈，香港女配音員
- 1965年：李賽鳳，香港女演員
- 1966年：涂善妮，台灣女演員
- 1966年：羅富全，香港練馬師、前騎師
- 1967年：馬克·呂特，荷蘭政治人物，前任荷蘭首相
- 1967年：伯尼·莫雷諾，美國政治人物
- 1969年：唐九红，中国女子羽球运动員
- 1970年：林永健，中國男演員
- 1970年：咏梅，中國女演員
- 1971年：酒井法子，日本女藝人
- 1971年：胡兵，中國男演員
- 1972年：魏晶琦，臺灣女性配音員
- 1972年：李尚雅，韓國女演員
- 1974年：廖凡，中國男演員
- 1975年：謝暉，中國足球運動員
- 1975年：魏晶琦，台灣女性配音員
- 1976年：譚元元，中國芭蕾舞者
- 1977年：沖方丁，日本小說家
- 1978年：張吉安，馬來西亞導演
- 1978年：達娜·古瑞拉，美国女演员
- 1980年：葉璇，香港女藝人
- 1983年：李佳穎，台灣女藝人
- 1984年：维京格·奥拉夫森，冰島鋼琴家
- 1985年：楊愛瑾，香港女藝人
- 1985年：李海利，韓國女子团体Davichi成員
- 1986年：佳村遙，日本女性聲優
- 1987年：林俞汝，台灣女藝人
- 1987年：高森奈津美，日本女性聲優
- 1987年：埃丁森·卡瓦尼，烏拉圭足球運動員
- 1988年：上原卡艾拉，日本AV女优
- 1988年：安赫爾·迪馬里亞，阿根廷職業足球運動員
- 1991年：卡羅爾·G，哥倫比亞女歌手
- 1991年：安娜·基森霍佛，奧地利女子自由車運動員、數學家
- 1992年：金柔廷，韓國女子偶像團體LABOUM隊長
- 1992年：佩特拉·克林格勒，瑞士女子攀登運動員
- 1992年：克里斯蒂安·埃里克森，丹麥職業足球運動員
- 1993年：島本浩也，日本職業棒球運動員
- 1997年：王藝迪，中國女子乒乓球運動員
- 1997年：在玹，韓國男子偶像團體NCT成員
- 2000年：李正植，北韓男子乒乓球運動員
- 2002年：尼克·沃爾特馬德，德國職業足球運動員

## 逝世
- 820年：唐憲宗李純，唐朝皇帝（778年出生）
- 1400年：理查二世，英格蘭國王（1367年出生）
- 1779年：詹姆斯·庫克，英國皇家海軍軍官、航海家、探險家和製圖師（1728年出生）
- 1807年：讓-約瑟夫·安熱·多普爾，法國騎兵將軍（1754年出生）
- 1850年：伯麥，英國海軍將領（1786年出生）
- 1891年：威廉·特库姆塞·舍曼，美國聯邦軍將領（1820年出生）
- 1894年：歐仁·夏爾·卡塔蘭，比利時數學家（1814年出生）
- 1903年：林唐·西蒙斯，英國陸軍軍官（1821年出生）
- 1943年：大衛·希爾伯特，德國數學家（1862年出生）
- 1962年：胡宗南，中國國民黨軍將領（1896年出生）
- 1967年：山本周五郎，日本小說家（1903年出生）
- 1969年：維多·吉諾維斯，義大利裔美國黑手黨成員（1897年出生）
- 1973年：埃米尔·罗伊特，盧森堡政治人物，第13任盧森堡首相（1874年出生）
- 1975年：朱利安·赫胥黎，英國生物學家、作家、人道主義者（1887年出生）
- 1995年：吳努，緬甸政治人物，首任緬甸總理（1907年出生）
- 1999年：約翰·埃利希曼，美國政治人物，曾任白宮國內事務顧問（英语：United States Domestic Policy Council）（1925年出生）
- 2003年：多利，生前被愛丁堡大學旗下的羅斯林研究所複製（1996年出生）
- 2004年：楊成武，中國共產黨黨員，中國無產階級革命家、軍事家，中國人民政治協商會議第六屆全國委員會副主席，中央軍委原常委、副秘書長，中國人民解放軍原代參謀長（1914年出生）
- 2005年：拉菲克·哈里里，黎巴嫩政治家，第41、43任黎巴嫩總理（1944年出生）
- 2010年：陳宏瑋，臺灣男性配音員（1976年出生）
- 2013年:  雷抒雁，中国诗人(1942年出生)
- 2015年：米歇爾·費列羅，義大利企業家，同名巧克力製造商費列羅公司的持有人[2]（1925年出生）
- 2021年：卡洛斯·梅内姆，阿根廷政治人物，第47任阿根廷總統（1930年出生）
- 2022年：鮑里斯拉夫·伊夫科夫，塞爾維亞西洋棋棋手、特級大師（1933年出生）
- 2022年：林崑海，台灣節目製作人、企業家，三立電視共同創辦人（1954年出生）
- 2023年：豐田章一郎，日本企業家，前任豐田汽車社長（1925年出生）
- 2023年：向雲鵬，臺灣男演員（1951年出生）
- 2024年：荒木田裕子，日本女子排球運動員（1954年出生）

## 节假日和习俗
- 情人節
- 聖瓦倫丁慶日

## 脚注
1. ↑  Kennedy, Jr., T. R. . New York Times. February 15, 1946  [2013-09-22]. （原始内容存档于2013-09-26）.
2. ↑  . BBC. 2015-02-15  [2015-02-16]. （原始内容存档于2020-12-08） （英语）.